# はつ花
はつ花（はつはな）は、神奈川県足柄下郡箱根町湯本に所在する蕎麦店である。1934年創業。箱根名物の「自然薯そば」はこの店が発祥である。

## 沿革
1901年頃、後に初代店主となる小宮義一生まれる。郵便局員の息子で8人きょうだいの長男だった。中学校を卒業すると（14歳のときから、とする資料もある）家計を助けるため小田原市の洋品店に丁稚奉公に行く。
1925年（大正14年）、義一（当時24）の奉公先の洋品店が倒産する（箱根町に戻ってきた理由について、小宮憲二は「年季が明けた」とする）。箱根町に戻ってきた義一は「こんな田舎町で洋品店などできない。何をすべきか」と考える。当時の湯本は現在と違って旅館も6軒しかない田舎だった。そんなある日、小田原市で満員盛況の蕎麦店に出会う。当時箱根に蕎麦店はなく、義一は開業を決意する。
横浜市に修行に出るが、脚気により1週間で出戻る。それでもあきらめなかった義一は横浜の職人から教わった技を書き記し、箱根で療養の傍ら蕎麦を打った。そして1934年（昭和9年）11月14日、義一と妻・テルは現在の「本店」と同じ場所に「はつ花そば」を開業する。命名の由来は浄瑠璃『箱根霊験躄仇討』に登場する貞女・初花。彼女と夫は鎖雲寺（箱根町須雲川147）に眠るという。
1943年（昭和18年）には義一の出征により一時的に休業したこともあった。戦後は営業を再開。食糧管理制度のもと小麦粉が自由に入手できないので自然薯をつなぎに使用することを思いつく。小麦粉が自由に入手できないにもかかわらず蕎麦を打っていることが怪しまれたこともあるが、自然薯を使用した蕎麦を警察関係者にふるまって疑惑を晴らし、営業を認めてもらったこともある。
水ではなく卵を使うことにより水っぽくなるという問題点も克服、こうして自然薯そばの誕生を見るのは1946年（昭和21年）のことである。同じ頃、蕎麦の上に自然薯（とろろ）をかけ、卵黄を落とした「山かけそば」も生まれている。今でこそ多くの蕎麦店で食べられる定番商品であるが、発祥の地は箱根湯本のはつ花である。
1976年、箱根町内の別の場所に「新館」を開業。1990年、小宮憲二が二代目店主となる。